# 어퓨
어퓨(A'pieu)는 '스테이 퓨어(STAY PURE.)'라는 슬로건을 공개하며 1024를 타깃으로 다양한 마케팅을 펼치고 있다. 새로운 슬로건은 '세련되고 퓨어하게 빛나는 아름다움'의 가치를 전달한다. 

## 대표제품
- 워터락 피니셔
- 워터락 쿠션
- 파스텔 블러셔
- 과즙팡 워터 블러셔
- 마데카소사이드 테트라좀 시카
- 라즈베리 헤어식초
- 더퓨어 티트리 라인 (다이소 전용 / 더퓨어 티트리 스팟 세럼 8ml)
- 더퓨어 캔디 (다이소 전용 / 더퓨어 캔디 틴트)

## 브랜드 앰버서더
어퓨는 인기 걸그룹 트와이스의 멤버 다현과 4년 연속 인연을 이어가고 있다. 어퓨는 맑고 건강한 아름다움을 소유한 다현이 브랜드 슬로건 '스테이 퓨어'(STAY PURE)와 같이 브랜드가 추구하는 방향성에 가장 부합해 계약을 연장했다고 설명했다. 이번 재계약으로 다현은 어퓨 모델 중 최장수 기록을 세웠다.